# Zuurstof-16
Zuurstof-16 of 16O is een stabiele isotoop van zuurstof, een niet-metaal. Het is een van de drie op Aarde voorkomende isotopen van het element, naast zuurstof-17 (stabiel) en zuurstof-18 (eveneens stabiel). De abundantie op Aarde bedraagt 99,757%. Het grootste gedeelte van de zuurstofatomen komt dus voor als deze isotoop. De hoge abundantie kan verklaard worden door het feit dat zuurstof-16 een belangrijk hoofdproduct is in de CNOF-cyclus tijdens de nucleosynthese in sterren. Tijdens het heliumfusieproces combineren een koolstof-12- en een helium-4-kern tot zuurstof-16:
{\displaystyle {\ce {^{12}_6C + ^4_2He -> ^16_8O}}}
Tijdens deze kernreactie komt 4,3 × 1010 kJ/kg aan energie vrij.
Zuurstof-16 ontstaat onder meer bij het radioactief verval van stikstof-16, stikstof-17 en neon-17.
Zuurstofisotopenanalyse is een veelgebruikte onderzoeksmethode in de aardwetenschappen waarbij de verhouding tussen de stabiele zuurstofisotopen 16O en 18O in sediment wordt bepaald.
De atomaire massaconstante en bijhorende massa-eenheid waren ooit gedefinieerd als een zestiende deel van de massa van een zuurstof-16-nuclide. Maar de huidige definitie gebruikt hiervoor koolstof-12.
12O · 13O · 14O · 15O · 16O · 17O · 18O · 19O · 20O · 21O · 22O · 23O · 24O · 25O · 26O · 27O · 28O